# Styela meteoris
Styela meteoris är en sjöpungsart som beskrevs av Monniot 2002. Styela meteoris ingår i släktet Styela och familjen Styelidae. Inga underarter finns listade i Catalogue of Life.